# Conostylis canteriata
Conostylis canteriata är en enhjärtbladig växtart som beskrevs av Stephen Donald Hopper. Conostylis canteriata ingår i släktet Conostylis och familjen Haemodoraceae. Inga underarter finns listade.